# Gornji Podgradci
Gornji Podgradci (cyr. Горњи Подградци) – wieś w Bośni i Hercegowinie, w Republice Serbskiej, w gminie Gradiška. W 2013 roku liczyła 1656 mieszkańców.